# جيف يانغ
جيف يانغ (بالإنجليزية: Jeff Yang)‏ هو صحفي وكاتب وشخصية أعمال أمريكي، ولد في 14 مارس 1968 في الولايات المتحدة.

## وصلات خارجية
- جيف يانغ على موقع IMDb (الإنجليزية)
- جيف يانغ على موقع قاعدة بيانات الفيلم (الإنجليزية)